# Medina (ort i Colombia, Cundinamarca, lat 4,51, long -73,35)
Medina är en ort i Colombia.   Den ligger i departementet Cundinamarca, i den centrala delen av landet, 80 km öster om huvudstaden Bogotá. Medina ligger 536 meter över havet och antalet invånare är 3 098.
Terrängen runt Medina är kuperad västerut, men österut är den platt. Runt Medina är det glesbefolkat, med 10 invånare per kvadratkilometer. Det finns inga andra samhällen i närheten. Omgivningarna runt Medina är huvudsakligen savann.